# Милош Бајић (барон)
Милош Бајић (Земун, 1. фебруар 1827 — Аусе код Беча, 31. јул 1897) био је барон и велепоседник у Угарској и добротвор.

## Биографија
Био је Милош син Теодора Бајића и Петрије најстарије кћерке кнеза Милоша Обреновића.
Петрија - Перка (како су је звали) била је од 1824. године удата за племића Теодора хаџи Бајића "од Варадије", у  породицу која је касније добила баронство. Приликом српске скупштине одржане 12. марта 1824. године у Остружници, Бајић из Земуна је "испросио ћер Кнеза Милоша". Теодор или Тоша Бајић је судећи по белешкама савременика, радио много шта у Земуну; био је тако "гражданин и великокупац земунски", па "најпростији свињарски трговац у Земуну" (по Вуку) или "земунски пивар". Милош је рођен у Земуну, 1827. године. По Уставу Краљевине Србије био је тај књазов унук и имењак, први по реду наслеђивања престола Обреновића, у случају да изумре мушка линија.
Трговац Бајић је око 1826. године купио кућу у Земуну, са виноградом и три ланца ливаде. Када је 1835. године Бајић купио спахилук није имао новца да га исплати. Обратио се тасту Милошу, који га је неколико пута одбио док се није умешала књегиња Љубица. Тошини синови били су Милош, Лазар, Анастас и Јеврем.
Милош Бајић је као младић са мајком Перком ступио пред Обреновиће, шездесетих година 19. века. На двор га је наводно довела књегиња Јулија, а он се према њој само претварао да има добре намере. Радио је са другима потајно, на томе да се раскине брак између Михајла и Јулије. Када је погинуо кнез Михајло сву његову имовину судском одлуком од наследила је сестра Перка од Варадије, као и сестрићи Николићи од Рудне - Федор и Михаил. Перкин син Атанасије добио је тако село Десу, код Крајове у Олтенији.
Постао је барон чланом Матице српске у Новом Саду 1873. године, уплативши пун износ чланарине у износу од 100 ф. Биран је за посланика Угарског државног сабора 1884. године, а 1895. године изабран је за члана Горњег дома Сабора. Заједно са братом од тетке, бароном Федором Николићем, финасирао је издавање листа „Српски дневник“, који је излазио у Будимпешти 1888-1889.
Милош Бајић је био ожењен са Катарином Хариш, са којом није имао деце. Наследили су након његове смрти велику имовину потомци брата Лазара. Бајић се јавља као власник више поседа у Банату, као што су места Варадија, Толвадија, Гад, Средиште, Велики Гај и други. У старе дане се бавио углавном у Бечу, где се јавља 1895. године као приложник. Када је одликован Орденом гвоздене круне, добио је право и на аустријску и затим угарску баронску титулу.
Поред мањих новчаних прилога, које је давао српским установама као што је Матица српска, као велики добротвор одазвао се позиву Одбора за градњу српске гимназије у Новом Саду. Преко свог адвоката др Ђуре Пејчића из Пеште, на Ђурђевдан изјавио је даје 100.000 форинти за изградњу српске гимназије у Новом Саду. Овај износ је уплатио у Централни Кредитни Завод у Новом Саду, и та институција је имала контролу над изградњом гимназије. По архивским подацима ЦКЗ-а, постоји „исказ о укамаћењу и исплатама капитала улога под називом „поклон барона Милоша Бајића од Варадије за зидање Српске Велике Гимназије у Новом Саду““. Датум на том документу је 30. јун 1897, тј. месец дана пре баронове смрти.
Барон Бајић је сахрањен 7. августа 1897. године на имању Варадија, смештено источно од Вршца. Положен је у породичну гробницу која се налази на брегу Килији, крај старинске капеле. Капелу која је пронађена половином, и обновљена крајем 18. века, па поново реновирала од стране баронице Персиде Бајић, покојникове мајке. Она је дала да се поред капеле, исече у камену гробница породице Бајић.

## Породично стабло
|  |                      |  |  |  |  |  |  |  |  |  |  |  |  |  |  |  |
|  | 2. Теодор Бајић      |  |  |  |  |  |  |  |  |  |  |  |  |  |  |  |
|  |                      |  |  |  |  |  |  |  |  |  |  |  |  |  |  |  |
|  |                      |  |  |  |  |  |  |  |  |  |  |  |  |  |  |  |
|  | 1. Милош Бајић       |  |  |  |  |  |  |  |  |  |  |  |  |  |  |  |
|  |                      |  |  |  |  |  |  |  |  |  |  |  |  |  |  |  |
|  |                      |  |  |  |  |  |  |  |  |  |  |  |  |  |  |  |
|  | 3. Петрија Обреновић |  |  |  |  |  |  |  |  |  |  |  |  |  |  |  |
|  |                      |  |  |  |  |  |  |  |  |  |  |  |  |  |  |  |
|  |                      |  |  |  |  |  |  |  |  |  |  |  |  |  |  |  |